# Lukov (ort i Tjeckien, Ústí nad Labem)
Lukov är en ort i Tjeckien.   Den ligger i regionen Ústí nad Labem, i den nordvästra delen av landet, 60 km nordväst om huvudstaden Prag. Lukov ligger 510 meter över havet och antalet invånare är 147.
Terrängen runt Lukov är huvudsakligen lite kuperad. Lukov ligger uppe på en höjd. Runt Lukov är det ganska glesbefolkat, med 32 invånare per kvadratkilometer. Närmaste större samhälle är Ústí nad Labem, 18,0 km nordost om Lukov. Trakten runt Lukov består till största delen av jordbruksmark.